# Emmanuel Nhieu
Emmanuel Nhieu, né le 1er février 1974, est un auteur de bande dessinée français.

## Biographie
Nhieu est titulaire d'un bac de comptabilité et il a étudié le droit. Il rejoint l'atelier Gottferdom et ses premiers travaux paraissent dans Lanfeust Mag. Avec l'aide de Christophe Arleston, Nhieu publie chez Soleil Productions son premier album : Nocturnes rouges, une bande dessinée d'Heroic fantasy qui devient une série. Elle obtient le prix Bulles en fureur en 2002. Nocturnes Rouges Origines s'attire des critiques peu favorables sur Actua BD.
Il publie également depuis avril 2016 Burning Tattoo chez Ankama Éditions.

## Publications
- Nocturnes rouges, scénario ; dessin avec Looky, Soleil Productions, 2001 - 2012
- Post-mortem pacific !!!, scénario et dessin, Soleil Productions

1. Épidémie[5], 2007  (ISBN 978-2-84946-859-3)
2. Guadalupe, 2008  (ISBN 978-2-302-00306-4)

- Nocturnes rouges - Origines, scénario et dessin, Soleil Productions

1. L'Héritage du chasseur, 2009  (ISBN 978-2-302-00722-2)
2. Dans la chair, 2010  (ISBN 978-2-302-01231-8)

- Far Albion, dessin ; scénario de Jean-Luc Sala, Soleil Productions

1. L'Éveil[6], 2012  (ISBN 978-2-302-01990-4)
2. Sang royal, 2013  (ISBN 978-2-302-02473-1)

- Burning Tattoo, scénario et dessin, Ankama Éditions
- Tome 1, 2016  (ISBN 978-2-359-10937-5)
- Tome 2, 2016  (ISBN 979-10-33500-06-3)
- Tome 3, 2017  (ISBN 979-10-33504-36-8)